# هماو
شهر هماودر ایالت بایرن در کشور آلمان واقع شده‌است.